# Андрущенко Тетяна
Тетя́на Андру́щенко (нар. 1977) — українська велогонщиця. Колаборантка з РФ.

## Життєпис
Народилася 1977 року. 2001-го була другою Україна в національному чемпіонаті (шосе, еліта). Того ж року стала переможницею в національному чемпіонаті (шосе, еліта).
2002 року була другою в національному чемпіонаті.
Станом на 2016 рік й надалі співробітничала із окупаційними силами — т. зв. генеральний директор Федерації велосипедного спорту. В 2021 році — російська тренерка